# Barban
Barban (em italiano:  Barbana) é um município da Croácia, situado no condado da Ístria. Tem 15 km² de área e sua população em 2011 foi estimada em 2.721 habitantes.